# Франц Куловець
Франц Куловець (словен. Franc Kulovec; 8 січня 1884, Доленє Сушиці — 6 квітня 1941, Белград) — словенський римо-католицький священник, політик і журналіст.

## Біографія
Народився в населеному пункті Доленє Сушице неподалік Ново Места, що на той час перебувало у складі австро-угорського Герцогства Крайна. Після навчання в молодшій середній школі у Кочев'ї та старшій середній у Любляні там само вивчав теологію, у 1907 став священником. У 1910 у Відні отримав ступінь доктора богослів'я. Протягом 1910—14 був професором єпархіальної гімназії у Шентвиді (нині — Інститут святого Станіслава), протягом Першої світової війни — військовим священником (капеланом). Після війни зайнявся політичною діяльністю та став одним з основних лідерів Словенської народної партії. У 1919 заснував Югославську селянську спілку та був обраний генеральним секретарем Словенської народної партії; у 1920 став головним редактором газети Slovenec. До 1922 реорганізував Словенську народну партію, яка в результаті війни була політично ослабленою. На виборах 1923, 1925 та 1927 був обраний депутатом до Народної скупщини. У 1924 та 1927 обіймав посаду міністра сільського господарства. Пізніше брав участь в укладенні Словенської декларації; з січня 1933 по жовтень 1934 був інтернований у Фочі та Сараєві. У 1935 став генеральним секретарем словенської бановинської ради Югославської радикальної спілки. Був пов'язаний з організацією Селянський союз. У 1938 повторно обраний народним депутатом. Двічі призначався сенатором (у 1938 та 1940). Був організатором селянського кооперативу та заступником директора Головної спілки кооперативів у Белграді. Був також одним із керівників католицької медійної спілки; протягом 1939—41 — голова консорціуму словенських католицьких друкованих медіа. Також був задіяний у Суспільній думці (словен. Socialna misel) та Патріоті (словен. Domoljub). Був найближчим соратником Антона Корошеця; після смерті останнього став його наступником. Британські дипломати в Югославії позитивно відгукувалися про Куловця. У січні—березні 1941 був міністром без портфеля в уряді Цветковича—Мачека. В уряді Душана Симовича обіймав посаду міністра будівництва.
Загинув під час німецького бомбардування Белграда 6 квітня 1941.
Похований на цвинтарі Нав'є в Любляні.